# رانبوييه
رانبوييه، (بالفرنسية: Rambouillet)‏،(
تنطق بالفرنسية: [ʁɑ̃bujɛ]
)، هي بلدية فرنسية تقع في إقليم الإيفلين، في إيل دو فرانس في شمال وسط فرنسا. وهي تقع على مشارف باريس، على بعد 44.3 كم (27.5 ميل) جنوب غرب المركز. رانبوييه هي مقاطعة فرعية تابعة للإدارة.

## توأمة
لرامبوييه اتفاقيات توأمة مع كل من:
- Lavenham [الإنجليزية]‏
- كيرشهايم اونتر تك
- واترلو
- صفراء
- يرموث الكبرى [الإنجليزية]‏

## أعلام
- فرانسوا الأول ملك فرنسا
- ميشيل دوران
- جيرمي أليادير
- نيكول آفريل
- لويس ألكسندر، كونت تولوز